# Ланг, Арнольд
Арно́льд Ланг (нем. Arnold Lang, 18 июня 1855, Офтринген — 30 ноября 1914, Цюрих) — швейцарский зоолог, сравнительный анатом. Автор гипотез о происхождении кровеносной системы и вторичной полости тела. Высказал предположение о происхождении плоских червей поликлад (Polycladida) от донных гребневиков (Ctenophora).

## Биография

### Ранние годы
Арнольд Ланг родился в коммуне Офтринген в кантоне Аргау в семье Адольфа Ланга (нем. Adolf Lang; 1824–1889) и Розины Цюрхер (нем. Rosina Zürcher). Обучался в гимназии в Аарау до 1873 года, когда до достижения совершеннолетия по рекомендации Карла Фохта поступил в Женевский университет. Будучи увлечён идеями дарвинизма, уже в 1874 году перешёл в Йенский университет, где в то время преподавали зоолог Эрнст Геккель и ботаник Эдуард Страсбургер. По предложению Геккеля впервые перевёл на немецкий язык «Философию зоологии» Жана Батиста Ламарка и уже в марте 1876 году получил степень доктора. Хабилитацию прошёл в мае того же года в Бернском университете.

### Смерть
Умер в ноябре 1914 года от болезни сердца.

## Труды
- Über den Einfluss der festsitzenden Lebensweise auf die Tiere und über den Ursprung der ungeschlechtlichen Fortpflanzung durch Teilung und Knospung. — Jena, 1888.
- Lehrbuch der vergleichenden Anatomie der wirbellosen Thiere. — Jena, 1888—1894.
- Beiträge zu einer Trophocöltheorie: Betrachtungen und Suggestionan über die phylogtenetische Abteilung der Blut- und Lymphbehälter, insbesondere der Articulaten. Mit einem einleitenden Abschnitt über die Abstammung der Anneliden. — 1903.
- Die experimentelle Vererbungslehre in der Zoologie seit 1900, 1914. Ein Sammelwerk und Hilfsbuch bei Untersuchuugen.